# Software as a service
Software as a service (SaaS) är en typ av molntjänst som tillhandahåller programvara över internet. Applikationerna tillhandahålls i "molnet" och kan användas för en rad olika uppgifter för både privatpersoner och organisationer. Google, Twitter, Facebook, och Flickr är exempel på amerikansk Software as a service, som användarna kan komma åt från vilken internetansluten enhet som helst. Spotify, Fortnox, Unikum - net och Benify är svenska exempel på SaaS med många användare. Företagsanvändare kan använda applikationer för en rad olika saker, t.ex. bokföring och fakturering, säljstatistik, planering, prestandaövervakning och kommunikation (t.ex. webbmejl och chatt).
Software as a service kallas ofta för behovsstyrd programvara och användningen av den påminner mer om att hyra programvara än att köpa den. Traditionellt sett så köper man programvara i en låda och installerar den på sin dator. Programvarulicensen begränsar också ibland antalet användare och/eller antalet enheter som kan använda programvaran. Men Software as a Service-användare prenumererar på programvaran istället för att köpa den, ofta månadsvis. Applikationerna köps och används online och filer sparas oftast i molnet istället för på enstaka datorer.